# Pěnkava kanárská
Pěnkava kanárská (Fringilla teydea) je malý zpěvný pták z čeledi pěnkavovitých. Je endemickým druhem kanárských ostrovů Tenerife a Gran Canaria. Tento pták je spolu s dračincem dračím přírodním symbolem ostrova Tenerife.

## Popis
Pěnkava kanárská se podobá pěnkavě obecné, je však viditelně větší a má silnější zobák. Je pro ni též charakteristické mnohem jednotnější opeření a chybí jí tmavá čepička. Samice jsou nevýrazně hnědošedé, ale od samic pěnkavy obecné se liší tenčími pruhy na křídlech. Samci jsou díky svému charakteristickému modrému zbarvení a šedému zobáku nezaměnitelní.

## Výskyt
Pěnkava kanárská žije pouze v horách na ostrovech Tenerife a Gran Canaria. Má dva poddruhy: Fringilla teydea tydea, jenž žije na Tenerife, a Fringilla teydea polatzeki žijící na Gran Canarii. Lifjeld et al. (2016) ovšem oba tyto poddruhy osamostatnili na samostatné druhy.
Jejím domovem jsou především horské lesy tvořené porosty borovice kanárské (Pinus canariensis). Běžně obývá též jehličnaté lesní oblasti s hustým podrostem, lze ji však najít i v porostech laurisilvy, v hájích vřesovce stromovitého či v křovinách.
Dává přednost životu ve výškách kolem 1100–2000 m, za špatného počasí však sestoupí i níž.

## Ekologie

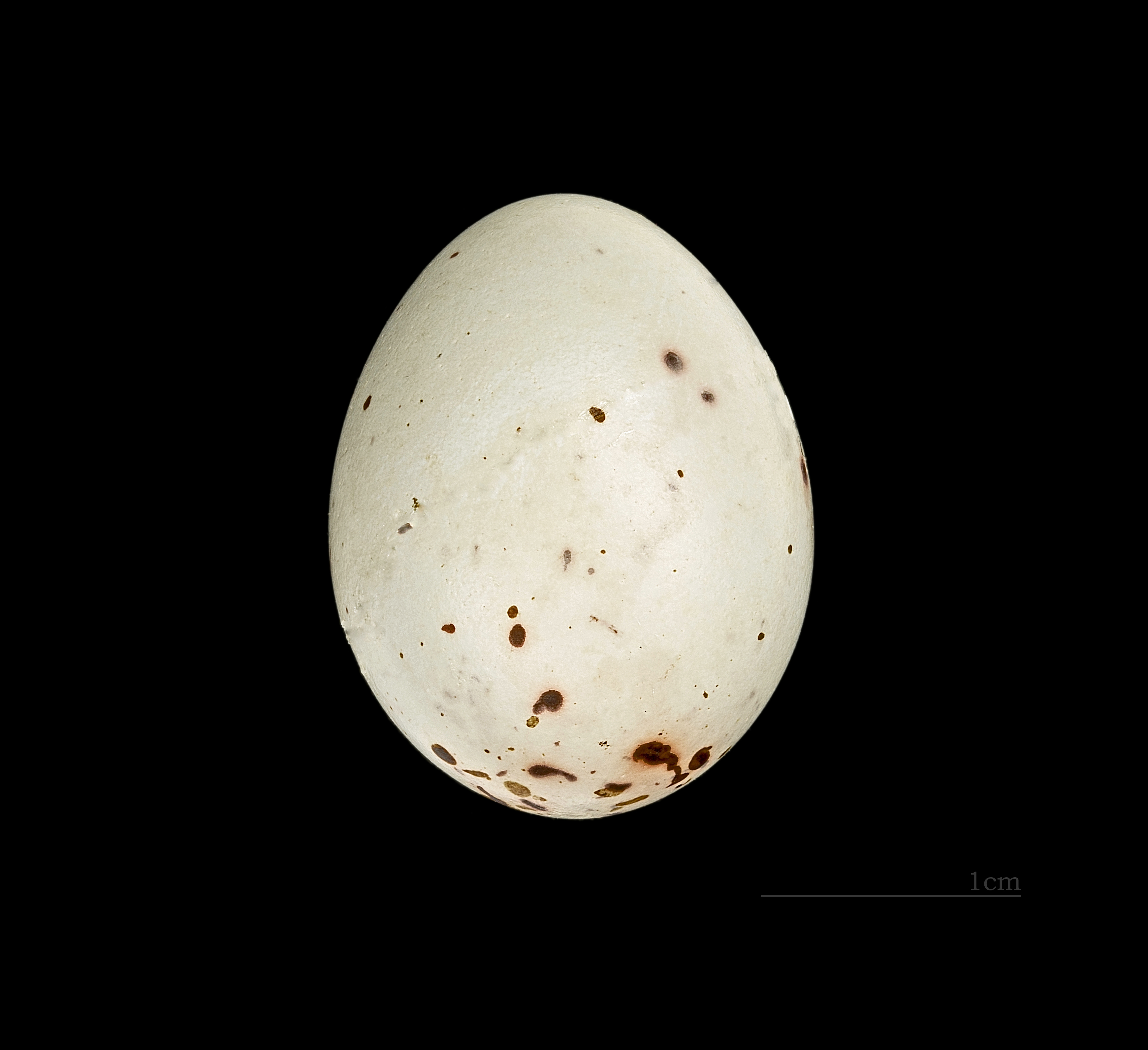
Vejce pěnkavy kanárské (MHNT)

Zpěv pěnkavy kanárské je kratší a slabší než má pěnkava obecná a její volání je skřehotavější. Patří mezi zrnožravé ptáky, značnou část její potravy tedy tvoří semena. V tomto případě převážně semena borovice kanárské. Mláďata se, podobně jako je tomu u pěnkavy obecné, živí převážně hmyzem. Hnízdí od května do července, hnízda si buduje v místech větvení a klade do nich dvě vejce. Pěnkava kanárská není stěhovavý druh. Mimo dobu hnízdění může tvořit malá hejna, někdy i s jinými pěnkavami či pěnkavovitými.